# شبح الأوبرا (رواية)

ملصق لفيلم شبح الأوبرا - إنتاج 2004

شبح الأوبرا (بالفرنسية: Le Fantôme de l'Opéra) (بالإنجليزية: Phantom of the Opera) هي رواية فرنسية من تأليف غاستون ليرو. وكانت بالأساس مسلسل قصصي نشرت في مجلة "Le Gaulois" من 23 سبتمير 1909 وحتى 8 يناير 1910. لم تنل الاهتمام في البداية إلا أنها اعتبرت من روائع الأدب الفرنسي في القرن العشرين. وتمت ترجمة الرواية إلى الإنكليزية في عام 1911. وتم إنتاجها سينمائيا في عامي 1925 وبنسخة جديدة عام 2004. كما أنتج أندرو لويد ويبر مسرحية موسيقية معتمدا على القصة والتي تعتبر من أنجح المسرحيات في برودواي ومن أقدم العروض التي ما زالت تعرض في تاريخ المسرح. وترجمت القصة إلى العربية بواسطة بولين فرانسيس وفدى بركة ونشرت في دار أكاديميا للنشر.

## أحداث الرواية
تدور الرواية حول كريستين دابيه، وهي مغنية أوبرا شابة تحقق نجاحاً باهراً في أول ظهور لها في إحتفال ليلة التقاعد للمديرين القدامي في دار الأوبرا. يسمع غناءها صديق طفولة قديم يدعي راؤول ويتذكر حبه لها. وفي ذات الوقت، تنتشر شائعات أن دار الأوبرا في باريس يسكنها شبح (أو طيف) يُعرف نفسه من خلال أفعال حاقدة وخطابات يرسلها إلي المديرين. بعد مرور بعض الوقت علي الاحتفال، تقرر دار أوبرا باريس أن تقدم عرض فاوست الموسيقي، وتُسند الدور الرئيسي في العمل الفني للبريما دونا كارلوتا، ضد رغبات الشبح. أثناء الأداء، تفقد كارلوتا صوتها وتنهار الثريا الكبرى في قاعة الحضور.
يختطف الشبح كريستين ويقتادها إلى منزله في أقبية دار الأوبرا حيث يعرف نفسه لها باسم «إريك». يعتزم إريك أن يتحفظ علي كرستين في بيته لبضعة أيام، على أمل أنها قد تحبه. لكنها تتسبب في تغيير خططه عندما نزعت القناع عن وجهه، وهو ما أرعبهما الإثنين على حد سواء، فرأت وجه بلا الأنف أو شفتين، تغرق فيه عينين يشبه جمجمة جفت قبل قرون، وقد غطت بلحم ميت أصفر اللون. يقرر إريك أن يبقيها معه إلى الأبد، خوفاً من أنها قد لا تعود، ولكن عندما تطلب كريستين أن يطلق سراحها بعد أسبوعين، يوافق ولكن بشرط أن تلبس خاتمه وأن تكون مخلصة له.
تخبر كريستين صديقها راؤول أن إريك قد إختطفها على سطح دار الأوبرا. يعدها راؤول بأن يأخذها إلى مكان بعيد حيث لا يمكن أبدا لإريك أن يجدها. ويخبرها راؤول انه سوف ينفذ وعده لها في اليوم التالي، وتوافق كريستين علي ذلك. مع ذلك، تشعر بالشفقة تجاه إريك وتعتزم ألا تغادر قبل أن تغنى له أغنية للمرة الأخيرة. ينصرف الإثنين وهما لا يعلمان أن إريك قد إستمع لحديثهما، وأنه قد إعترته غيرة شديدة.
في الليلة التالية، يختطف إريك كريستين أثناء الإعداد لعرض فاوست ويحاول إجبارها على الزواج منه. ويصرح لها أنها إذا رفضت، سيقوم باستخدام المتفجرات (التي قام بزرعها في الأقبية) لتدمير دار الأوبرا بأكمله.ترفض كريستين، حتى تدرك أن إريك قد علم بمحاولة راؤول لإنقاذها وأنه قد حبس راؤول في غرفة تعذيب حارة (بالإضافة لشخص فارسي وهو أحد معارف راؤول القدامى، الذي كان سيقوم بمساعدته). توافق كريستين على الزواج من إريك لإنقاذهما ولإنقاذ الجمهور في دار الأوبرا فوق تلك الأٌقبية. يحاول إريك في البداية أن يغرق راؤول والفارسي، باستخدام الماء الذي كان قد أعده لاخماد المتفجرات. ولكن كريستين تتوسل إليه وتقدم له نفسها ك«عروس حية»، واعدة إياه ألا تقتل نفسها بعد أن تصبح عروسه، مثلما فكرت وحاولت أن تنفذ ذلك في وقت سابق في الرواية. يحرر إريك راؤول والفارسي من غرفة التعذيب في النهاية. عندما يختلي إريك بكريستين، يرفع قناعه لتقبيلها على جبينها، وتبادله هي الأخري قبلة. يكشف إريك انه لم يتلق قبلة أبداً في حياته (ولا حتى من أمه) كما أن أحدا لم يسمح له بتقبيله وتغلب عليه عواطفه. ينخرط إريك وكريستين في البكاء معاً، و«تختلط» دموعهما. ويعبر إريك لاحقا عن انه لم يشعر بذلك القرب من أي إنسان.
يسمح إريك لراؤول والفارسي بالفرار، ولكن ليس قبل أن يأخد من كريستين وعداً بأنها ستزوره في يوم وفاته، وتعيد له خاتمه الذهبي الذي أعطاه إياها. كما انه يأخد وعداً من الفارسي بأن يذهب بعد ذلك للصحيفة ويبلغ عن وفاته، إذ أنه سوف يموت قريبا، وأنه سوف يموت بسبب «الحب». بالفعل، ترجع كريستين لاحقاً إلى مخبأ إريك بعد وقت قليل وتدفنه في مكان لا يمكن العثور عليه (حسب طلبه) وتعيد له الخاتم الذهبي. بعد ذلك، تنشر صحيفة محلية إشعار بسيط ينوه بأن: «إريك قد مات».

## شخصيات الرواية
- إريك: شخص مشوه، يعيش في مقبرة بنيت على أرض مسرح دار الأوبرا يقع في غرام كريستين. يعتقد مدراء الدار أنه شبح يسكن في المكان.
- كريستين دابيه: مغنية سوبرانو سويدية شابة.
- الفيكونت راؤول دي شاني: رفيق طفولة كريستين وهو أيضا يحبها.
- الفارسي: رجل غامض من ماضي إريك.
- الكونت فيليب دو شاني: أخو راؤول الأكبر.
- موشارمنت وريدشارد: مدراء المسرح.
- مدام غيري: خادمة إريك المخلصة.
- ميغ غيري: راقصة باليه ابنة مدام غيري.
- كارلوتا: مغنية الأوبرا الأولى المدللة.
- جوزيف باكيه: مسؤول تغيير الديكور.
- ديبيان وبولينيه: المدراء السابقون للمسرح.
- لا سوريليه: راقصة الباليه الرئيسية.
- جمس الصغيرة: صديقة ميغ وراقصة باليه.
- ريمي: مساعدة المدير.
- ميرسييه: المدير بالوكالة.
- غابرييل: مسؤول الفرقة الغنائية الموسوس.
- السيدة البارونة دو كاستييوه باريزاك" - ميغ البالغة.
- ميفرويد: ضابط الشرطة الذي يحقق في اختفاء كريستين.

## روابط خارجية
- شبح الأوبرا على موقع الموسوعة البريطانية (الإنجليزية)